# Кабргел, Ян
Ян Кабргел (чеш. Jan Kabrhel; род. 13 декабря 1960, Пардубице, Восточночешский край) — чехословацкий гребец, выступавший за сборную Чехословакии по академической гребле в 1978—1992 годах. Обладатель серебряной медали чемпионата мира, победитель и призёр первенств национального значения, участник трёх летних Олимпийских игр.

## Биография
Ян Кабргел родился 13 декабря 1960 года в городе Пардубице, Чехословакия.
Впервые заявил о себе в академической гребле на международном уровне в сезоне 1978 года, когда вошёл в состав чехословацкой национальной сборной и выступил на юниорском мировом первенстве в Белграде, где в зачёте распашных безрульных двоек превзошёл всех соперников и завоевал золотую медаль.
В 1979 году в рулевых четвёрках стартовал на чемпионате мира в Дуйсбурге — сумел квалифицироваться лишь в утешительный финал В и занял итоговое девятое место.
Благодаря череде удачных выступлений удостоился права защищать честь страны на летних Олимпийских играх 1980 года в Москве. В составе экипажа-четвёрки, куда также вошли гребцы Мартин Гладик, Милан Сухопар, Павел Конвичка и рулевой Антонин Барак, неудачно выступил на предварительном квалификационном заезде, но через дополнительный отборочный этап прошёл в утешительный финал В, где финишировал третьим. Таким образом, расположился в итоговом протоколе соревнований на девятой строке.
В 1981 году в четвёрках с рулевым стал четвёртым на чемпионате мира в Мюнхене.
В 1982 году побывал на чемпионате мира в Люцерне, откуда привёз награду серебряного достоинства, выигранную в рулевых четвёрках — в финале пропустил вперёд только экипаж из Восточной Германии.
На чемпионате мира 1983 года в Дуйсбурге в той же дисциплине был пятым.
Рассматривался в качестве кандидата на участие в Олимпийских играх 1984 года в Лос-Анджелесе, но Чехословакия вместе с несколькими другими странами восточного блока бойкотировала эти соревнования по политическим причинам.
В 1985 году на чемпионате мира в Хезевинкеле показал в рулевых четвёрках четвёртый результат.
На чемпионате мира 1986 года в Ноттингеме в той же дисциплине пришёл к финишу пятым.
В 1987 году в четвёрках с рулевым занял 12-е место на чемпионате мира в Копенгагене.
Находясь в числе лидеров гребной сборной Чехословакии, благополучно прошёл отбор на Олимпийские игры 1988 года в Сеуле — вместе с напарником Миланом Шкопеком и рулевым Иржи Птаком занял в программе двухместных экипажей итоговое седьмое место.
После сеульской Олимпиады Кабргел остался действующим спортсменом на ещё один олимпийский цикл и продолжил принимать участие в крупнейших международных регатах. Так, в 1989 году он отметился выступлением на чемпионате мира в Бледе, где в зачёте безрульных четвёрок стал девятым.
В 1992 году стартовал на Олимпийских играх в Барселоне, совместно с гребцами Иво Жеравой, Рихардом Крейчим, Петром Батеком и рулевым Мартином Свободой занял последнее место на предварительном квалификационном этапе и неудачно выступил в дополнительном отборочном заезде, попав в утешительный финал В, где в конечном счёте финишировал четвёртым. Таким образом, в итоговом протоколе распашных рулевых четвёрок закрыл десятку сильнейших.